# Asura undulosa
Asura undulosa là một loài bướm đêm thuộc phân họ Arctiinae, họ Erebidae.